# Gran Premio de la montaña en la Vuelta a España
El Gran Premio de la montaña en la Vuelta a España fue instaurado en 1935, siendo una de las clasificaciones secundarias de la Vuelta a España. La clasificación de la montaña recompensa el ciclista que obtiene más puntos al pasar por las cumbres de los diferentes puertos de montaña de que consta la carrera. Desde la edición de 2010 esta clasificación se distingue con el jersey de color blanco con puntos azules.

## Historia
El jersey para distinguir el líder de la clasificación de la montaña ha variado a lo largo del tiempo. Del 1935 hasta el 1985 y del 1990 al 2005, se otorgaba el jersey verde. En las otras ediciones se ha premiado con jerséis de diferentes colores. Desde el año 2010 se introdujo de nuevo el jersey blanco con puntos azules.
- 1935 - 1985: Jersey verde
- 1986: Jersey naranja
- 1987: Jersey rojo
- 1988 - 1989: Jersey blanco con granos de café
- 1990 - 2005: Jersey verde
- 2006 - 2008: Jersey naranja
- 2009: Jersey grana
- 2010 - Act.: Jersey blanco con puntos azules

## Puntuación
En las ascensiones de la Vuelta a España, los puntos son distribuidos a los primeros ciclistas que coronan la cima de un puerto. Las cimas están repartidas en cinco categorías basadas en la dificultad. La más dura es la de categoría especial Cima Alberto Fernández y las más asequibles son las de "3ª categoría".
La puntuación es la siguiente:
| Categoría / Puesto     | 1.º | 2.º | 3.º | 4.º | 5.º | 6.º |
| ---------------------- | --- | --- | --- | --- | --- | --- |
| Cima Alberto Fernández | 20  | 15  | 10  | 6   | 4   | 2   |
| Categoría Especial     | 15  | 10  | 6   | 4   | 2   | -   |
| 1.ª categoría          | 10  | 6   | 4   | 2   | 1   | -   |
| 2.ª categoría          | 5   | 3   | 1   | -   | -   | -   |
| 3.ª categoría          | 3   | 2   | 1   | -   | -   | -   |

Además, en los años 2000 se introdujo como novedad que si el puerto final era la Cima Alberto Fernández, de categoría especial o 1.ª categoría este puntúa doble pero en los años 2010 quedó suprimida esta puntuación doble.

## Palmarés
| Año                              | Corredor                                         | Equipo                                           | Puntos                                           | Otras clasificaciones                            |
| Jersey verde                     | Jersey verde                                     | Jersey verde                                     | Jersey verde                                     | Jersey verde                                     |
| -------------------------------- | ------------------------------------------------ | ------------------------------------------------ | ------------------------------------------------ | ------------------------------------------------ |
| 1935                             | Edoardo Molinar                                  | Independiente                                    | 68                                               | -                                                |
| 1936                             | Salvador Molina                                  | Independiente                                    | 78                                               | -                                                |
| 1937-40                          | no disputada a causa de la Guerra Civil Española | no disputada a causa de la Guerra Civil Española | no disputada a causa de la Guerra Civil Española | no disputada a causa de la Guerra Civil Española |
| 1941                             | Fermín Trueba                                    | RCD Español                                      | 32                                               | -                                                |
| 1942                             | Julián Berrendero                                | Independiente                                    | 34                                               | General                                          |
| 1943-44                          | no disputada a causa Segunda Guerra Mundial      | no disputada a causa Segunda Guerra Mundial      | no disputada a causa Segunda Guerra Mundial      | no disputada a causa Segunda Guerra Mundial      |
| 1945                             | Julián Berrendero                                | Independiente                                    | 45                                               | -                                                |
| 1946                             | Emilio Rodríguez                                 | Independiente                                    | 39                                               | -                                                |
| 1947                             | Emilio Rodríguez                                 | Independiente                                    | 28                                               | -                                                |
| 1948                             | Bernardo Ruiz                                    | UD Sans                                          | 28                                               | General                                          |
| 1949                             | no disputada                                     | no disputada                                     | no disputada                                     | no disputada                                     |
| 1950                             | Emilio Rodríguez                                 | Independiente                                    | 40                                               | General                                          |
| 1951-54                          | no disputada                                     | no disputada                                     | no disputada                                     | no disputada                                     |
| 1955                             | Giuseppe Buratti                                 | Italia                                           | 35                                               | -                                                |
| 1956                             | Nino Defilippis                                  | Italia                                           | 26                                               | -                                                |
| 1957                             | Federico Bahamontes                              | España                                           | 26                                               | -                                                |
| 1958                             | Federico Bahamontes                              | España                                           | 70                                               | -                                                |
| 1959                             | Antonio Suárez                                   | Licor 43                                         | 56                                               | General                                          |
| 1960                             | Antonio Karmany                                  | KAS-Boxing                                       | 65                                               | -                                                |
| 1961                             | Antonio Karmany                                  | KAS-Royal-Asport                                 | 52                                               | -                                                |
| 1962                             | Antonio Karmany                                  | KAS                                              | 59                                               | -                                                |
| 1963                             | Julio Jiménez                                    | Faema-Flandria                                   | 61                                               | -                                                |
| 1964                             | Julio Jiménez                                    | Kas-Kaskol                                       | 76                                               | -                                                |
| 1965                             | Julio Jiménez                                    | Kas-Kaskol                                       | 62                                               | -                                                |
| 1966                             | Gregorio San Miguel                              | Kas-Kaskol                                       | 60                                               | -                                                |
| 1967                             | Mariano Díaz                                     | Fagor                                            | 59                                               | -                                                |
| 1968                             | Francisco Gabica                                 | Fagor                                            | 62                                               | -                                                |
| 1969                             | Luis Ocaña                                       | Fagor                                            | 33                                               | -                                                |
| 1970                             | Agustín Tamames                                  | Werner                                           | 69                                               | -                                                |
| 1971                             | Joop Zoetemelk                                   | Flandria-Beaulieu                                | 106                                              | -                                                |
| 1972                             | José Manuel Fuente                               | KAS-Kaskol                                       | 97                                               | General Combinada                                |
| 1973                             | José Luis Abilleira                              | La Casera-Peña Bahamontes                        | 97                                               | -                                                |
| 1974                             | José Luis Abilleira                              | La Casera-Peña Bahamontes                        | 108                                              | Combinada                                        |
| 1975                             | Andrés Oliva                                     | KAS-Kaskol                                       | 117                                              | -                                                |
| 1976                             | Andrés Oliva                                     | KAS-Campagnolo                                   | 157                                              | -                                                |
| 1977                             | Pedro Torres Cruces                              | Teka                                             | 134                                              | -                                                |
| 1978                             | Andrés Oliva                                     | Teka                                             | 112                                              | -                                                |
| 1979                             | Felipe Yáñez                                     | KAS-Campagnolo                                   | 95                                               | -                                                |
| 1980                             | Juan Fernández                                   | Zor-Vereco                                       | 94                                               | -                                                |
| 1981                             | José Luis Laguía                                 | Reynolds                                         | 144                                              | -                                                |
| 1982                             | José Luis Laguía                                 | Reynolds                                         | 90                                               | -                                                |
| 1983                             | José Luis Laguía                                 | Reynolds                                         | 123                                              | -                                                |
| 1984                             | Felipe Yáñez                                     | Orbea                                            | 81                                               | -                                                |
| 1985                             | José Luis Laguía                                 | Reynolds                                         | 85                                               | -                                                |
| Jersey naranja                   |                                                  |                                                  |                                                  |                                                  |
| 1986                             | José Luis Laguía                                 | Reynolds                                         | 146                                              | -                                                |
| Jersey rojo                      |                                                  |                                                  |                                                  |                                                  |
| 1987                             | Luis Herrera                                     | Café de Colombia                                 | 174                                              | General                                          |
| Jersey blanco con granos de café |                                                  |                                                  |                                                  |                                                  |
| 1988                             | Álvaro Pino                                      | BH                                               | 100                                              | -                                                |
| 1989                             | Óscar de Jesús Vargas                            | Postobón Manzana                                 | 142                                              | Combinada                                        |
| Jersey verde                     |                                                  |                                                  |                                                  |                                                  |
| 1990                             | Martín Farfán                                    | Kelme-Ibexpress                                  | 123                                              | -                                                |
| 1991                             | Luis Herrera                                     | Ryalcao-Postobón                                 | 157                                              | -                                                |
| 1992                             | Carlos Hernández Bailo                           | Lotus-Festina                                    | 194                                              | -                                                |
| 1993                             | Tony Rominger                                    | CLAS-Cajastur                                    | 214                                              | General Regularidad                              |
| 1994                             | Luc Leblanc                                      | Festina-Lotus                                    | 158                                              | -                                                |
| 1995                             | Laurent Jalabert                                 | ONCE                                             | 238                                              | General Regularidad                              |
| 1996                             | Tony Rominger                                    | Mapei-GB                                         | 177                                              | -                                                |
| 1997                             | José María Jiménez                               | Banesto                                          | 153                                              | -                                                |
| 1998                             | José María Jiménez                               | Banesto                                          | 184                                              | -                                                |
| 1999                             | José María Jiménez                               | Banesto                                          | 133                                              | -                                                |
| 2000                             | Carlos Sastre                                    | ONCE-Deutsche Bank                               | 102                                              | -                                                |
| 2001                             | José María Jiménez                               | iBanesto.com                                     | 162                                              | Regularidad                                      |
| 2002                             | Aitor Osa                                        | iBanesto.com                                     | 107                                              | -                                                |
| 2003                             | Félix Cárdenas                                   | Cafés Baqué                                      | 204                                              | -                                                |
| 2004                             | Félix Cárdenas                                   | Cafés Baqué                                      | 167                                              | -                                                |
| 2005                             | Joaquim Rodríguez                                | Saunier Duval-Prodir                             | 200                                              | -                                                |
| Jersey naranja                   |                                                  |                                                  |                                                  |                                                  |
| 2006                             | Egoi Martínez                                    | Discovery Channel                                | 129                                              | -                                                |
| 2007                             | Denis Menchov                                    | Rabobank                                         | 90                                               | General Combinada                                |
| 2008                             | David Moncoutié                                  | Cofidis, le Crédit par Téléphone                 | 143                                              | -                                                |
| Jersey grana                     |                                                  |                                                  |                                                  |                                                  |
| 2009                             | David Moncoutié                                  | Cofidis, le Crédit en Ligne                      | 186                                              | -                                                |
| Jersey blanco con puntos azules  |                                                  |                                                  |                                                  |                                                  |
| 2010                             | David Moncoutié                                  | Cofidis, le Crédit en Ligne                      | 51                                               | -                                                |
| 2011                             | David Moncoutié                                  | Cofidis, le Crédit en Ligne                      | 63                                               | -                                                |
| 2012                             | Simon Clarke                                     | Orica-GreenEDGE                                  | 63                                               | -                                                |
| 2013                             | Nicolas Edet                                     | Cofidis                                          | 46                                               | -                                                |
| 2014                             | Luis León Sánchez                                | Caja Rural-Seguros RGA                           | 58                                               | -                                                |
| 2015                             | Omar Fraile                                      | Caja Rural-Seguros RGA                           | 82                                               | -                                                |
| 2016                             | Omar Fraile                                      | Team Dimension Data                              | 58                                               | -                                                |
| 2017                             | Davide Villella                                  | Cannondale-Drapac Pro Cycling Team               | 67                                               | -                                                |
| 2018                             | Thomas de Gendt                                  | Lotto Soudal                                     | 95                                               | -                                                |
| 2019                             | Geoffrey Bouchard                                | AG2R La Mondiale                                 | 76                                               | -                                                |
| 2020                             | Guillaume Martin                                 | Cofidis, Solutions Crédits                       | 99                                               | -                                                |
| 2021                             | Michael Storer                                   | Team DSM                                         | 80                                               | -                                                |
| 2022                             | Richard Carapaz                                  | INEOS Grenadiers                                 | 73                                               | -                                                |
| 2023                             | Remco Evenepoel                                  | Soudal Quick-Step                                | 135                                              | Combatividad                                     |
| 2024                             | Jay Vine                                         | UAE Team Emirates                                | 78                                               | -                                                |

### Ciclistas con más victorias
Hasta la edición 2023.
| Ciclista            | Victorias | Años                         |
| ------------------- | --------- | ---------------------------- |
| José Luis Laguía    | 5         | 1981, 1982, 1983, 1985, 1986 |
| José María Jiménez  | 4         | 1997, 1998, 1999, 2001       |
| David Moncoutié     | 4         | 2008, 2009, 2010, 2011       |
| Emilio Rodríguez    | 3         | 1946, 1947, 1950             |
| Antonio Karmany     | 3         | 1960, 1961, 1962             |
| Julio Jiménez       | 3         | 1963, 1964, 1965             |
| Andrés Oliva        | 3         | 1975, 1976, 1978             |
| Julián Berrendero   | 2         | 1942, 1945                   |
| Federico Bahamontes | 2         | 1957, 1958                   |
| José Luis Abilleira | 2         | 1973, 1974                   |
| Felipe Yáñez        | 2         | 1979, 1984                   |
| Luis Herrera        | 2         | 1987, 1991                   |
| Tony Rominger       | 2         | 1993, 1996                   |
| Félix Cárdenas      | 2         | 2003, 2004                   |
| Omar Fraile         | 2         | 2015, 2016                   |

### Palmarés por país
Hasta la edición 2024.
| País         | Victorias | Primera victoria | Última victoria | Último vencedor         |
| ------------ | --------- | ---------------- | --------------- | ----------------------- |
| España       | 50        | 1936             | 2016            | Omar Fraile (2016)      |
| Francia      | 9         | 1994             | 2020            | Guillaume Martin (2020) |
| Colombia     | 6         | 1987             | 2004            | Félix Cárdenas (2004)   |
| Italia       | 4         | 1935             | 2017            | Davide Villella (2017)  |
| Australia    | 3         | 2012             | 2024            | Jay Vine (2024)         |
| Suiza        | 2         | 1993             | 1996            | Tony Rominger (1996)    |
| Bélgica      | 2         | 2018             | 2023            | Remco Evenepoel (2023)  |
| Países Bajos | 1         | 1971             | 1971            | Joop Zoetemelk (1971)   |
| Rusia        | 1         | 2007             | 2007            | Denis Menchov (2007)    |
| Ecuador      | 1         | 2022             | 2022            | Richard Carapaz (2022)  |

## CimaAlberto Fernández
| Año  | Cima Alberto Fernández      | Altitud | Vencedor           | Equipo                         | Premio | Referencias |
| ---- | --------------------------- | ------- | ------------------ | ------------------------------ | ------ | ----------- |
| 2005 | Ordino-Arcalís              | 2217 m  | Paco Mancebo       | Illes Balears-Caisse d'Epargne | 1000 € |             |
| 2006 | Observatorio de Calar Alto  | 2142 m  | Igor Antón         | Euskaltel-Euskadi              | 1000 € |             |
| 2007 |                             |         | Bandera de ?       |                                |        |             |
| 2008 | Port de la Bonaigua         | 2071 m  | David Moncoutié    | Cofidis                        | 1000 € |             |
| 2009 | Alto de Sierra Nevada       | 2368 m  | David Moncoutié    | Cofidis                        | 1000 € |             |
| 2010 |                             |         | Bandera de ?       |                                |        |             |
| 2011 | Sierra Nevada (Pradollano)  | 2129 m  | Dani Moreno        | Katusha                        | 1000 € |             |
| 2012 | Bola del Mundo              | 2245 m  | Denís Menshov      | Katusha                        | 1000 € |             |
| 2013 | Puerto de Envalira          | 2400 m  | Philippe Gilbert   | BMC Racing                     | 1000 € |             |
| 2014 |                             |         | Bandera de ?       |                                |        |             |
| 2015 | Ermita de Alba              | 1183 m  | Fränk Schleck      | Trek Factory Racing            | 1000 € |             |
| 2016 | Col d'Aubisque              | 1704 m  | Robert Gesink      | Team LottoNL-Jumbo             | 1000 € |             |
| 2017 | Sierra de la Pandera        | 1790 m  | Rafał Majka        | Bora-Hansgrohe                 | 1000 € |             |
| 2018 |                             |         | Bandera de ?       |                                |        |             |
| 2019 | Puerto de la Cubilla        | 1688 m  | Jakob Fuglsang     | Astana Pro Team                | 1000 € |             |
| 2020 | Angliru                     | 1555 m  | Hugh Carthy        | EF Pro Cycling                 | 1000 € |             |
| 2021 | Alto del Gamoniteiro        | 1772 m  | Miguel Ángel López | Movistar Team                  | 1000 € |             |
| 2022 | Alto de La Hora de Monachil | 2512 m  | Thymen Arensman    | Team DSM                       | 1000 € |             |
| 2023 | Col du Tourmalet            | 2115 m  | Jonas Vingegaard   | Team Jumbo-Visma               | 1000 € |             |
| 2024 | Cuitu Negru                 | 1835 m  | Pablo Castrillo    | Equipo Kern Pharma             | 1000 € |             |
| 2025 | Bola del Mundo              | 2258 m  | Bandera de ?       |                                | 1000 € |             |